# Josef Smistik
Josef Smistik (Bécs, Osztrák–Magyar Monarchia, 1905. november 28. – 1985. november 28.) osztrák labdarúgófedezet.